# Carl Stephenson
Carl Stephenson (* 3. November 1893 in Wien; † 31. Dezember 1983 in Berlin) war ein österreichisch-deutscher Autor und Verleger. International bekannt wurde er mit der Novelle Leiningens Kampf mit den Ameisen, die zuerst 1937 erschien und 1954 in Hollywood verfilmt wurde. Er veröffentlichte auch unter dem Pseudonym Stefan Sorel.

## Leben
Die Ureltern Carl Stephensons waren von Schleswig-Holstein nach Amerika ausgewandert, seine Großeltern jedoch bereits wieder nach Europa zurückgekehrt. Sie hatten sich in Wien niedergelassen, wo auch Carl Stephenson am 3. November 1893 zur Welt kam. Nach der Schulzeit arbeitete er vor und nach dem Ersten Weltkrieg zunächst als Buchhändler in Wien, Leipzig und Berlin.
Dann gründete er den Carl Stephenson Verlag und lebte ab 1921 als Verleger in Wien und Berlin. Zu den zeitgenössischen Autoren, die im Carl Stephenson Verlag veröffentlichten, gehörten Egon Roland, Waldemar Bonsels, Alfred Rottauscher, Julius Stettenheim, Bruno Wolfgang, Frank Heller, Bruno Prochaska, Heinz Lederer, Wendelin Überzwerch, Ernest Henthaler und Eduard Pötzl.
Daneben gehörten aber auch Klassiker wie Franz Grillparzer, Théophile Gautier, einige Werke Mark Twains sowie E. T. A. Hoffmanns Die Serapionsbrüder (1923) oder Laurence Sternes Leben und Meinungen des Herrn Tristram Shandy (1939) zum Verlagsprogramm. Vor allem in der Anfangszeit seines Verlages publizierte Carl Stephenson zudem eine Reihe literatur-, musik- und kunstgeschichtlicher Bücher, darunter Das Taghorn. Dichtungen und Melodien des bayrisch-österreichischen Minnesangs (1922) und eine frühe Studie zu Erich Wolfgang Korngold von Rudolf Stephan Hoffmann (1922) sowie Schriften von Leopold Mozart und Theodor von Frimmel.
Zu dieser verlegerischen Tätigkeit trat schließlich auch eine schriftstellerische. Unter dem Pseudonym Stefan Sorel veröffentlichte Stephenson 1924 in seinem Verlag zudem die Tarzan-Parodie Tarzan hat geträumt!, der er 1926 die kritische Betrachtung Tarzan der Deutschenfresser. Eine Studie über Völkerverhetzung folgen ließ. Aufgrund einer längeren Krankheit zog sich Stephenson danach für rund eine Dekade von jeder geschäftlichen Tätigkeit nach Berlin zurück. Die damaligen gesamten Verlagsbestände des Carl Stephenson Verlags – ein Grundstock von 13 Werken – übernahm Fritz Stein (1889–1961), der damit einen eigenen Verlag begründete. Stein war seit dem 1. August 1922 gemeinsam mit Stephenson Inhaber beziehungsweise stiller Teilhaber des „Carl Stephenson Verlags“ gewesen und im Handelsregister als Prokurist eingetragen. Wegen der Erkrankung Stephensons hatten beide ein Übereinkommen getroffen, nach dem Stephenson seine bisherigen Verlagsbestände käuflich an Stein abtrat. Die bisherige Verlagsfirma blieb hingegen weiterhin im Besitz Stephensons, und er konnte sie zu gegebener Zeit mit der Herausgabe neuer Werke reaktivieren.
Das geschah dann 1937, als sich Carl Stephenson wieder als Verleger von vor allem leichterer, humoristisch-satirischer Literatur betätigte. Auch als Schriftsteller war er wieder tätig. Für seine Novelle Leiningens Kampf mit den Ameisen erhielt er 1937 bei einem Erzählerwettbewerb der Monatszeitschrift die neue linie einen Preis. Die Geschichte des deutschen Farmers Leiningen, der in Brasilien den Kampf mit Heeresameisen aufnimmt, machte ihn international bekannt und wird seither vor allem als Schullektüre genutzt. Eine Hörspielbearbeitung erschien 1948, und 1954 entstand unter der Regie von Byron Haskin ein Film mit dem Titel Wenn die Marabunta droht (The Naked Jungle). In den Hauptrollen traten Charlton Heston und Eleanor Parker auf. Im Jahr 1956 ließ Stephenson seine populäre Figur nochmals in dem Roman Sendboten der Hölle. Leiningens Kampf mit der Wildnis spannende Abenteuer erleben.
Am 30. Juni 1938 beantragte er die Aufnahme in die NSDAP und wurde rückwirkend zum 1. Mai desselben Jahres aufgenommen (Mitgliedsnummer 6.127.698).
Doch bereits 1954 hatte sich Stephenson aus dem Verlagsgeschäft zurückgezogen, blieb jedoch weiterhin publizistisch tätig. Ein weiterer Erfolg war die von ihm zusammengestellte Auswahl Die schönsten Gedichte aus acht Jahrhunderten. Für Schule und Heim (erstmals 1960), die seither mehrere Auflagen erlebte.
Der Anfang der 1960er Jahre von dem Flensburger Versandhaus Beate Uhse neu gegründete „Carl Stephenson Verlag“ hat mit dem früheren Verlag außer dem Namen keinerlei Verbindung und konzentriert sich auf die Herausgabe erotischer Literatur und einschlägiger Ratgeber. Nach eigenen Angaben ist er heute (2009) der zweitgrößte Verlag Schleswig-Holsteins.

## Werke

### Veröffentlichungen unter seinem eigenen Namen
- Die Krone der Schöpfung. Heitere Enthüllungen. Wien, Berlin und Leipzig 1937 (mit Zeichnungen von Leo Friedrich; mehrere Auflagen)
- Leiningens Kampf mit den Ameisen. Novelle. 1937 (mehrere Auflagen)
- Mit Lippenstift und Lippengift. Ein heiterer Ratgeber für und gegen die Frau. Berlin 1940 (mit Zeichnungen von Eva Kongsbak; 5. Auflage 1948)
- als Bearbeiter von Claude Tillier: Mein Onkel Benjamin (Originaltitel: Mon oncle Benjamin). Berlin 1942
- Aufruhr in der Pampa. Kleine Jugendreihe (5. Jahrgang 1954, Heft 3 [= 37]). Berlin 1954
- Sendboten der Hölle. Leiningens Kampf mit der Wildnis. Berlin 1956
- Marabunta. Amazonas-Abenteuer. Einsiedeln, Zürich und Köln 1958
- als Zusammensteller: Die schönsten Gedichte aus acht Jahrhunderten. Für Schule und Heim. Berlin-Schöneberg 1960 (mehrere Auflagen)
- als Herausgeber: Das große Rätsellexikon. Ratgeber für Rätselfreunde. Berlin-Schöneberg 1961
- als Zusammensteller: Die schönsten Balladen für Schule und Heim. Berlin-Schöneberg 1962
- als Herausgeber von Adolph von Knigge: Über den Umgang mit Menschen. Berlin und München 1966
- als Herausgeber: Das große Buch der Spiele für kleine und große Leute. Berlin-Schöneberg 1967 (mit Zeichnungen von Traute Richter u. a.)

### Veröffentlichungen unter dem Pseudonym „Stefan Sorel“
- Jagd durch das Jenseits, Wien 1922
- Tarzan hat geträumt! Die Tarzan-Parodie, Wien 1924
- Honoré de Balzac: Von Mädchen, Mönchen und anderen unpassenden Dingen (Les Contes drolatiques) – deutsche Bearbeitung in der Reihe Die lustigen Bücher (Band 5), Wien 1924
- Tarzan der Deutschenfresser. Eine Studie über Völkerverhetzung, Berlin 1926